# Куперман, Игорь Валерьевич
Игорь Валерьевич Куперман (10 ноября 1962 — 7 ноября 1994) — советский и российский регбист, выступавший на позиции трёхчетвертного. Известен преимущественно по выступлениям за клуб «Красный Яр», в составе которого становился дважды чемпионом СССР и дважды чемпионом России. Мастер спорта СССР (1986), Мастер спорта СССР международного класса (1987). Погиб в 1994 году в результате покушения, организованного бандой киллеров, члены которой в 1998 году были арестованы и осуждены за серию убийств.

## Биография

### Клубная карьера
Игорь Куперман начал заниматься регби под руководством Сергея Чупрова, организовавшего в 1979 году регбийную секцию в Академгородке. До этого он занимался биатлоном вместе со своим лучшим другом Константином Некрасовым, будущим профессиональным регбистом. Команда, подготовленная Чупровым, выступила на первенстве города под руководством Владимира Петровича Быкова и одержала там победу, в том числе победив и команду школы № 21, где учащиеся занимались по несколько лет регби. По предложению Быкова и Некрасов, и Куперман перешли в клуб «Политехник», в составе которого Куперман выиграл юниорский чемпионат РСФСР, а также пробился впервые в молодёжную сборную СССР.
В 1981 году группу игроков, куда вошли Константин Некрасов, Игорь Куперман, Юрий Николаев, Сергей Крыкса и Сергей Патласов, отправили выступать за клуб «Сибтяжмаш». С этими игроками клуб одержал победу в первенстве класса «Б» чемпионата РСФСР и вышел в класс «А», а вскоре все игроки вернулись в красноярский «Политехник». В дальнейшем Куперман выступал за команду «Политехник», которая позже стала известна как «ЭкскаваторТяжСтрой» (ЭТС), а затем и как «Красный Яр». В период службы в советской армии Куперман выступал за ташкентскую команду «Звезда». Учился в педагогическом институте.
Формальный дебют Купермана за красноярцев состоялся в 1981 году: командой руководили Владимир Грачёв и Анатолий Ивашкин. По итогам чемпионата СССР «ЭкскаваторТяжСтрой» занял 8-е место, а Куперман набрал 20 очков. В 1986 году Куперман вместе с «ЭкскаваторТяжСтроем» занял 7-е место в чемпионате СССР, а 1987 году поднялся на 6-е место. В 1988 году «ЭкскаваторТяжСтрой» впервые в своей истории завоевал серебряные медали чемпионата СССР, а Игорь Куперман стал рекордсменом сезона по числу занесённых попыток (14 попыток). В 1989 году ЭТС стал бронзовым призёром чемпионата СССР, а также дошёл до финала Кубка СССР.
В 1990 году «Красный Яр» впервые выиграл чемпионат СССР, а Куперман попал в список 45 лучших регбистов страны. В 1991 году красноярцы завоевали второй титул чемпионов СССР в своей карьере: Куперман, в частности, в игре 3-го тура против «Авиатора» он занёс одну попытку (победа 26:6), а в игре 4-го тура против «Политехника» занёс четыре попытки (победа 50:4). После распада СССР стал проводиться чемпионат России, и в 1992 году первым чемпионом в истории постсоветской России стал именно «Красный Яр», в составе которого также выступал Игорь Куперман, занимавший на тот момент пост капитана команды. 3 июня того же года Куперман сыграл матч за «Красный Яр» против клуба мировых звёзд «Барбарианс» (поражение 21:32).
В 1993 году «Красный Яр» занял 2-е место в чемпионате России, а в 1994 году Куперман завоевал с ним свой второй титул чемпиона страны. Известно, что в матче 16 сентября против клуба «Эмпилс» (победа 55:0) он занёс одну попытку. В 1990-е, по словам Константина Некрасова, он и Куперман за выступление в «Красном Яре» получали столько денег, что их хватало на покупку пары «Москвичей» для других игроков из команды.

### Карьера в сборной
В 1985 году Игорь Куперман выступил в составе второй сборной СССР на турнире на призы газеты «Советский спорт», проведя матч против основной сборной СССР (победила основная сборная со счётом 13:8). В 1987 году на этом же турнире он снова сыграл за вторую сборную СССР (формально была представлена как «сборная профсоюзов») под руководством Петра Этко, которая заняла 4-е место на турнире. 23 октября 1988 года он участвовал в матче Трофея ФИРА (чемпионата Европы) против Румынии (победа СССР 23:9). В том же году он выступал за вторую сборную СССР в турнире по регби-7, проходившем также на призы газеты «Советский спорт», и сыграл против сборной США.
В апреле 1989 года Игорь Куперман провёл три матча за сборную СССР против британских студентов, а также участвовал в матчах чемпионата Европы 1989 года, в том числе во встрече 20 мая против второй сборной Франции (поражение 16:18). В том же году на турнире газеты «Советский спорт» отметился двумя попытками в матче против второй сборной СССР и одной попыткой в матче против сборной Уэльса, набрав всего за турнир 12 очков. В октябре сыграл за сборную СССР в товарищеских матчах против клубов «Тулуза» и «Тарб», а в декабре участвовал в турне по Великобритании, сыграв против команд Корнуолла, Британской армии и Северного дивизиона.
В марте 1990 года Куперман участвовал в турне сборной СССР по Австралии. 20 мая он провёл матч против второй сборной Франции (поражение 14:22), а 27 мая сыграл против Польши (победа 31:12) и занёс одну попытку в матче. Он провёл матчи 20 октября против Румынии (поражение 3:10) и 24 ноября против Италии (поражение 12:34). В том же году со сборной СССР по регби-7 сыграл на товарищеском турнире на Сицилии в Катании: команда СССР уступила фиджийцам (0:34) и самоанцам (4:34), победив Сицилию (16:4), и отправилась в утешительный турнир, где победила всех своих противников — сборную Соединённых Штатов (12:10), сборную Гонконга (20:6) и сборную Туниса (10:6), в результате выиграв малый Кубок Сицилии.
В 1991 году Куперман сыграл три матча на чемпионате Европы против второй сборной Франции (13 марта, поражение 6:38), против Испании (победа 30:3, занёс попытку) и против Италии (поражение 3:21). С мая по июнь Куперман участвовал в составе сборной СССР в турне по Новой Зеландии, по итогу сыгранных им в этом турне 7 матчей (в том числе против второй сборной Новой Зеландии) набрал 4 очка. К тому моменту, по данным программки перед игрой против команды региона Таранаки, в активе Купермана значилось 8 тестовых матчей за сборную СССР. В сентябре того же года он провёл матчи против английской команды «Лондон Олд Бойз» (победа 16:6) и сборной Англии (поражение 0:53), лондонскому клубу он занёс две попытки. Куперман выступал в составе сборной СССР по регби-7 и на турнире в Гонконге (сборная вышла в четвертьфинал).
28 мая 1992 года сборная России, выступавшая тогда ещё как сборная СНГ, уступила второй сборной Франции в заключительном матче чемпионата Европы со счётом 15:36. В том матче Куперман был капитаном сборной России и занёс попытку. 6 июня 1992 года он провёл первый матч в истории современной сборной России против клуба «Барбарианс» (победа 27:23). В 1993 году Куперман провёл матчи против Грузии (25 мая, победа 15:9) и Польши (29 мая, победа 41:5). В обоих встречах он был капитаном сборной, а в матче с Польшей занёс попытку.

### Вне регби
Игорь Куперман провёл детство в Академгородке со своим лучшим другом Константином Некрасовым, позже проживал в красноярском районе Солнечный. Воспитал сына, крёстным отцом которого стал Константин Некрасов. По воспоминаниям игроков «Красного Яра» 1980-х и 1990-х, Куперман пользовался огромным авторитетом в команде и умел организовывать мероприятия разного характера вне матчей.
Константин Некрасов рассказывал, что 31 декабря 1988 года должен был в костюме Деда Мороза зайти в гости к семьям игроков и сотрудников клуба и поздравить всех с наступающим Новым годом. На экскаваторном заводе, по словам Некрасова, им выдали «Снегурочку от профсоюзов», а Некрасова и игроков возил по городу на автобусе клубный водитель Николай Пичугин. Когда автобус добрался до дома Юрия Краснобаева, то оказалось, что Снегурочка не может выйти из автобуса, и в итоге её костюм на себя вынужден был примерить усатый Куперман. По словам Некрасова, эта поездка была «легендарной».

## Стиль игры
Во время турне сборной СССР по Новой Зеландии 1991 года в программке перед игрой сборной СССР против команды региона Таранаки приводились следующие антропометрические данные Игоря Купермана: рост 173 см, вес 73 кг. Как и многие другие трёхчетвертные «Красного Яра», он всегда показывал отличную игру, однако в схватке команда была слишком легковесной и уступала противникам в этом компоненте. Куперман и его одноклубники Сергей Патласов, Евгений Мочнев и Александр Закарлюк характеризовались членом президиума Федерации регби СССР Е. Ломовым как «спринтерски быстрые, юркие и техничные» игроки, благодаря которым красноярцы могли совершать многоразовые прорывы по флангам и побеждать своих противников, несмотря на то, что уступали в компоненте схватки многим командам. Е. Сметанин называл Купермана и Юрия Николаева яркими индивидуальностями из трёхчетвертных красноярского клуба.
Когда Куперману было уже за 30 лет, у него стала падать скорость, в связи с чем он обратился за помощью к тренеру по лёгкой атлетике Игорю Вашкевичу. Тот организовал с ним цикл тренировок по три раза в неделю, подняв скоростную выносливость Купермана. Тренер «Красного Яра» Владимир Грачёв вскоре узнал, каким образом Куперман восстановил свои скоростные характеристики, и пригласил Игоря Вашкевича в тренерский штаб.

## Смерть
Игорь Куперман был убит в ночь с 7 на 8 ноября 1994 года. Согласно газете «Советский спорт», незадолго до убийства кто-то потребовал от Купермана по телефону встретиться. Вечером 7 ноября около 23:00 в Красноярске случайные прохожие услышали звуки выстрелов, однако побоялись подойти к источнику звуков и узнать, что именно произошло. Тело спортсмена обнаружили в районе турбазы «Такмак» на окраине города со смертельным ранением головы. 10 ноября состоялись похороны Купермана.
Убийство Купермана стало шоком для всего клуба и Красноярского края. Об обстоятельствах убийства ходило множество слухов и версий: утверждалось, что Куперман мог знать своего убийцу. В 1998 году сотрудники УБОП при УВД Красноярского края задержали причастных к убийству лиц: это оказалась банда киллеров численностью около 10 человек, причастная к десяткам убийств в нескольких регионах России. Непосредственного исполнителя по фамилии Зверев суд приговорил к 9 годам и 6 месяцам лишения свободы, а его подельники получили тюремные сроки от 6 до 14 лет.

## Память
С 1995 года в память об Игоре Купермане проводится ежегодный регбийный турнир под названием «Мемориал Игоря Купермана». В 1997 году в турнире принимали участие три национальные сборные (России, Украины, Польши) и команда Сибири, которая и выиграла турнир. Юбилейный 10-й розыгрыш состоялся в 2004 году на стадионах «Локомотив» и «Строитель» с участием шести команд — «Полюс», «Политехник», Большая Мурта, «Строитель», СТМ и «Черемушки».
В 2021 году в посёлке Солонцы состоялся 25-й розыгрыш турнира, в котором выступили четыре юношеские команды — два состава клуба «Красный Яр» 2007 и 2008 годов рождения, состав клуба «Енисей-СТМ» 2007 года рождения и клуб «Спарта» из Сосновоборска. В финале команда «Красный Яр» из игроков 2007 года рождения взяла верх над «Енисеем-СТМ».
В 2023 году в турнире приняло участие 6 команд, составленных из подростков не старше 14 лет, победителем стала команда «Енисей-СТМ» 2009 г. р. (в финале была обыграна команда «Красный Яр» со счётом 15:0).

## Достижения
- Чемпионат СССР по регби:
  - Чемпион: 1990, 1991[1]
  - Серебряный призёр: 1988[10]
  - Бронзовый призёр: 1989[11]
- Чемпионат России по регби:
  - Чемпион: 1992[14][1], 1994[16][1]
  - Серебряный призёр: 1993[15]
- В списке лучших 45 игроков чемпионата СССР: 1990[12]